# Juan Fedorco
Juan Manuel Fedorco (Carmen de Patagones, 28 novembre 2000) è un calciatore argentino, difensore del Puebla in prestito dall'Independiente.

## Caratteristiche tecniche
Gioca come difensore centrale.

## Carriera
Fedorco è cresciuto nel settore giovanile del Sol de Mayo (V) ed ha trascorso i primi anni di carriera nel Torneo Federal A con le maglie di Sol de Mayo, San Jorge, Douglas Haig e Independiente (CH). Nel 2023 è stato acquistato dal Nueva Chicago con cui ha debuttato in Primera B Nacional il 20 febbraio nell'incontro vinto 1-0 contro il San Martín (T).
Il 25 gennaio 2024 ha firmato con l'Independiente.

## Statistiche

### Presenze e reti nei club
Statistiche aggiornate al 2 giugno 2024.
| Stagione        | Squadra            | Campionato      | Campionato | Campionato | Coppe nazionali | Coppe nazionali | Coppe nazionali | Coppe continentali | Coppe continentali | Coppe continentali | Altre coppe | Altre coppe | Altre coppe | Totale | Totale | Totale |
| Stagione        | Squadra            | Comp            | Pres       | Reti       | Comp            | Pres            | Reti            | Comp               | Pres               | Reti               | Comp        | Pres        | Reti        | Pres   | Reti   |        |
| --------------- | ------------------ | --------------- | ---------- | ---------- | --------------- | --------------- | --------------- | ------------------ | ------------------ | ------------------ | ----------- | ----------- | ----------- | ------ | ------ | ------ |
| 2019            | Sol de Mayo (V)    | TFA             | 3          | 0          | CA]             | 0               | 0               |                    | -                  | -                  |             | -           | -           | 4      | 0      |        |
| 2020            | Sol de Mayo (V)    | TFA             | 13         | 0          | CA]             | 2               | 0               |                    | -                  | -                  |             | -           | -           | 15     | 0      |        |
| 2021            | Sol de Mayo (V)    | TFA             | 5          | 0          |                 | -               | -               |                    | -                  | -                  |             | -           | -           | 5      | 0      |        |
| 2021            | San Jorge          | TFA             | 12         | 0          |                 | -               | -               |                    | -                  | -                  |             | -           | -           | 12     | 0      |        |
| 2021            | Douglas Haig       | TFA             | 9          | 0          |                 | -               | -               |                    | -                  | -                  |             | -           | -           | 9      | 0      |        |
| 2022            | Independiente (CH) | TFA             | 31         | 0          | CA              | 0               | 0               |                    | -                  | -                  |             | -           | -           | 31     | 0      |        |
| 2023            | Nueva Chicago      | PBN             | 30         | 3          | CA              | 0               | 0               |                    | -                  | -                  |             | -           | -           | 30     | 3      |        |
| 2024            | Independiente      | PD              | 4          | 0          | CA+CdL          | 1+8             | 0               |                    | -                  | -                  |             | -           | -           | 13     | 0      |        |
| Totale carriera | Totale carriera    | Totale carriera | 107        | 3          |                 | 9               | 0               |                    | -                  | -                  |             | -           | -           | 116    | 3      |        |